# Lilla Håversjön
Lilla Håversjön är en sjö i Ljusdals kommun i Hälsingland och ingår i Ljusnans huvudavrinningsområde. Sjön har en area på 0,156 kvadratkilometer och ligger 285,1 meter över havet. Sjön avvattnas av vattendraget Sorgån.

## Delavrinningsområde
Lilla Håversjön ingår i det delavrinningsområde (687495-148660) som SMHI kallar för Utloppet av Lilla Håversjön. Medelhöjden är 307 meter över havet och ytan är 2,32 kvadratkilometer. Räknas de 4 avrinningsområdena uppströms in blir den ackumulerade arean 14,14 kvadratkilometer. Sorgån som avvattnar avrinningsområdet har biflödesordning 2, vilket innebär att vattnet flödar genom totalt 2 vattendrag innan det når havet efter 162 kilometer. Avrinningsområdet består mestadels av skog (85 procent). Avrinningsområdet har 0,16 kvadratkilometer vattenytor vilket ger det en sjöprocent på 6,7 procent.